# Jurské jazero
Jurské jezero je přírodní rezervace v katastrálním území Svatém Juru, Slovensko v Bratislavském kraji na Slovensku. Území bylo vyhlášeno v roce 1988 a jeho rozloha je 27,49 hektaru. Předmětem ochrany jsou společenstva březových olšin a horského rašeliniště v Malých Karpatech.

## Historie
V minulosti bylo mnoho rašelinišť zničených nebo poškozených vlivem člověka, zejména odvodňováním a těžbou rašeliny. Proto dnes takové území patří na Slovensku mezi nejohroženější biotopy. Snahám o odvodnění se v minulosti nevyhnula ani tato lokalita, už dříve označovaná jako Jazero. Část rašeliniště se zachovala až do osmdesátých let 20. století, kdy bylo území prohlášeno za přírodní rezervaci. V devadesátých letech 20. století byly odvodňovací kanály z větší části zasypány a zároveň byla vybudována hráz na zadržování vody v území.

## Přírodní poměry
Lokalita představuje specifický typ mokřadu, tzv. oligotrofní rašeliniště, které je výsledkem kombinace vhodné morfologie terénu a geologické skladby podloží. Rozsáhlá terénní sníženina soustřeďuje vodu ze srážek a žulové podloží způsobuje kyselou reakci vody a půdy. Tyto faktory umožňují výskyt mechů rašeliníku (Sphagnum sp.), přičemž z jejich odumřelých částí vzniká rašelina.
Množství srážkové vody a doba zaplavení území během roku závisí na srážkových poměrech. Nejvíce vody bývá zpravidla na jaře, po roztátí sněhu. Později v sezóně voda většinou vyschne. V Malých Karpatech se rašeliniště tohoto typu v současnosti vyskytují pouze na dvou místech. Kromě Jurského jezera je to ještě přírodní rezervace Nad Šenkárkou, která se nachází na hřebeni pohoří u Limbachu.